# Спаркс (Техас)
Спаркс (англ. Sparks) — переписна місцевість (CDP) в США, в окрузі Ель-Пасо штату Техас. Населення — 4760 осіб (2020).

## Географія
Спаркс розташований за координатами 31°40′21″ пн. ш. 106°14′24″ зх. д. / 31.67250° пн. ш. 106.24000° зх. д. (31.672630, -106.239863).  За даними Бюро перепису населення США в 2010 році переписна місцевість мала площу 3,66 км², уся площа — суходіл.

## Демографія
Згідно з переписом 2010 року, у переписній місцевості мешкало 4529 осіб у 1222 домогосподарствах у складі 1042 родин. Густота населення становила 1236 осіб/км².  Було 1312 помешкання (358/км²).
Расовий склад населення:
| - 90,2 % — білих - 0,6 % — корінних американців - 0,1 % — чорних або афроамериканців - 0,1 % — азіатів - 8,7 % — осіб інших рас |

До двох чи більше рас належало 0,3 %. Частка іспаномовних становила 99,1 % від усіх жителів.
За віковим діапазоном населення розподілялося таким чином: 35,4 % — особи молодші 18 років, 58,1 % — особи у віці 18—64 років, 6,5 % — особи у віці 65 років та старші. Медіана віку мешканця становила 25,8 року. На 100 осіб жіночої статі у переписній місцевості припадало 99,2 чоловіків;  на 100 жінок у віці від 18 років та старших — 94,8 чоловіків також старших 18 років.
Середній дохід на одне домашнє господарство  становив 24 617 доларів США (медіана — 20 323), а середній дохід на одну сім'ю — 27 368 доларів (медіана — 22 137). За межею бідності перебувало 49,0 % осіб, у тому числі 61,2 % дітей у віці до 18 років та 47,5 % осіб у віці 65 років та старших.
Цивільне працевлаштоване населення становило 900 осіб. Основні галузі зайнятості: роздрібна торгівля — 23,0 %, будівництво — 18,2 %, освіта, охорона здоров'я та соціальна допомога — 13,4 %.